# Grigorij Dołgorukow
Grzegorz Fiodorowicz Dołgorukow (ros. Григорий Федорович Долгоруков) (ur. 1656, zm. 1723) – rosyjski generał, dyplomata, książę, poseł rosyjski w I Rzeczypospolitej w latach 1701–1706, 1709-1712 i 1715-1721, senator, tajny radca dworu.

## Życiorys
Jego synem był Siergiej Dołgorukow, również dyplomata rosyjski.
Mianowany kapitanem Pułku Preobrażeńskiego. Odznaczył się w walkach o Azow w latach 1695–1696, nagrodzony tytułem namiestnika Rostowa. W 1700 awansowany do rangi generała-adiutanta.
Będąc osobistym doradcą Piotra I, był faktycznie autorem kursu rosyjskiej polityki wobec Polski na początku XVIII wieku.
W 1704 był inicjatorem zawiązania konfederacji sandomierskiej w obronie zagrożonego tronu Augusta II. Po zawarciu pokoju w Altranstädt w 1706 i abdykacji Augusta II opuścił Rzeczpospolitą.
W 1708 na czele wojsk rosyjskich brał udział w pustoszeniu dóbr hetmana Iwana Mazepy, gdy ten przeszedł na stronę Szwecji. W 1709 przeprowadził wybór Iwana Skoropadskiego na hetmana Ukrainy Lewobrzeżnej.
Do dzisiaj niewyjaśniona pozostaje rola jaką odegrał w podburzeniu szlachty przeciwko obecności stacjonujących w Rzeczypospolitej wojsk saskich.
Po zawiązaniu antysaskiej konfederacji tarnogrodzkiej w 1715, która podkopała pozycję Augusta II, wystąpił w roli mediatora pomiędzy konfederatami i monarchą. Dzięki swoim zręcznym posunięciom dyplomatycznym, nie dopuścił do wmieszania się w konflikt państw trzecich i 13 lipca 1716 wystąpił na kongresie w Lublinie jako jedyny arbiter wewnętrznego sporu Rzeczypospolitej. Pomagał mu w tym rosyjski rezydent przy hetmanie Sieniawskim, Aleksandr Daszkow. Był głównym architektem traktatu warszawskiego, podpisanego 3 listopada 1716, którego postanowienia zatwierdził Sejm niemy 1 lutego 1717.
W roku 1716 sprowadził wojska rosyjskie do Polski na życzenie Augusta II.
Dołgorukow pozyskał sobie w czasie misji do Polski zaufanie szlachty polskiej, która częściowo wpłynęła na jego światopogląd. Dzieci swoje Dołgorukow wychować kazał u warszawskich teatynów, a pod koniec lat dwudziestych cały klan Dołgorukowowów rozpoczął w Rosji walkę o zmianę ustroju państwa.
W 1721 roku Dołgorukow ujął i wysłał do Rosji agenta kozaków orlikowskich Grzegorza Hercyka. Było to pogwałcenie prawa RP. Marszałek Józef Wandalin Mniszech zaprotestował jednak zbyt późno, by nastąpiła zmiana stanu rzeczy. Pozostało więc jedynie zwrócić się do cara Piotra I o odwołanie Dołgorukowa, co wkrótce nastąpiło.
Był odznaczony Orderem Orła Białego.